# AIP (белок)
AIP (сокр. от англ. Aryl hydrocarbon receptor interacting protein) — AHR-взаимодействующий белок, также известный как гомолог иммунофилина ARA9, или Х-ассоциированный белок 2 вируса гепатита В (XAP-2), который кодируется одноимённым геном AIP, локализованный на коротком плече (p-плече) 11-й хромосомы. Белок состоит из последовательности 330 аминокислотных остатков и имеет молекулярную массу равную 37 636 Да. 
Относится к семейству FKBP.

## Функции
AIP может играть положительную роль в опосредованном сигнале AHR, возможно, влияя на его восприимчивость к лиганду и/или его транслокацию к клеточному ядру. AIP является клеточным отрицательным регулятором белка X вируса гепатита B. Кроме того, известно, что он подавляет противовирусную сигнализацию и индукцию интерферона типа I путём воздействия на IRF7, ключевого игрока в противовирусных сигнальных путях. AIP состоит из N-концевого FKBP52-подобного домена и C-концевого TPR-домена.

## Участие в патологиях
Мутации AIP могут быть причиной семейной формы акромегалии, семейной изолированной аденомы гипофиза (FIPA). Соматотропиномы (то есть GH-продуцирующие аденомы гипофиза), иногда связанные с пролактинами, присутствуют у большинства пациентов с мутировавшими формами AIP.

## Взаимодействие с белками
AIP взаимодействует со следующими белками:
- AHR[7][12][13]
- ARNT[7][14]
- PPAR-альфа[15].

Кроме того, было показано, что AIP может взаимодействовать с IRF7 для выполнения своей новой функции — негативной регуляции противовирусных сигнальных путей.